# Route nationale 450
Pour les articles homonymes, voir Route 450.
La route nationale 450 ou RN 450 est une ancienne route nationale française reliant avant les déclassements de 1972, Pithiviers (Loiret) à Voutenay-sur-Cure (Yonne), coupée en deux parties :
- d'abord un tronçon allant de Pithiviers (RN 51, aujourd'hui RN 152) à Ladon (RN 60)
- puis, après plus de 40 km de tronc commun avec la RN 60 et la RN 443, on retrouvait la RN 450 dans la commune de Dicy pour rejoindre Voutenay-sur-Cure.

À la suite de la réforme de 1972, elle a été déclassée en RD 950.
Le nom de RN 450 est ensuite attribué à l'ancienne RN 350a reliant Marcq-en-Barœul (Nord) à la frontière belge, via Roubaix et Wattrelos. Elle a été déclassée en RD 660 en 2006.

## Ancien tracé de Pithiviers à Voutenay-sur-Cure

### Ancien tracé de Pithiviers à Ladon (D 950) dans le Loiret
- Pithiviers (km 0)
- Boynes (km 9)
- Barville-en-Gâtinais (km 12)
- Beaune-la-Rolande (km 17)
- Mézières-en-Gâtinais (km 23)
- Ladon (km 28)

### Ancien tracé de Dicy à Voutenay-sur-Cure (D 950) dans l'Yonne
- Dicy (km 76)
- Charny (km 81)
- Saint-Martin-sur-Ouanne (km 86)
- Villiers-Saint-Benoît (km 97)
- Dracy (km 102)
- Toucy (km 106)
- Moulins-sur-Ouanne (km 111)
- Leugny (km 115)
- Ouanne (km 119)
- Fontenailles (km 130)
- Courson-les-Carrières (km 130)
- Fouronnes (km 136)
- Fontenay-sous-Fouronnes (km 138)
- Mailly-le-Château (km 143)
- Mailly-la-Ville (km 147)
- Voutenay-sur-Cure (km 158)

## Tourisme
L'itinéraire de la route Buissonnière l'emprunte du lieu-dit non loin de l'Aunay à Courson-les-Carrières.